# Carbonsäureiodide

Allgemeine Struktur der Carbonsäureiodide. R kann ein Wasserstoffatom, ein Alkyl- oder ein Arylrest sein

Carbonsäureiodide sind eine Stoffgruppe der organischen Chemie, die sich von den Carbonsäuren ableitet. Es handelt sich um eine Untergruppe der Carbonsäurehalogenide, bei denen an die Carbonylgruppe ein Iodatom gebunden ist. Vertreter der Stoffgruppe sind beispielsweise das Acetyliodid und das Benzoyliodid.

## Geschichte
Möglicherweise wurde das Iodid der Benzoesäure schon 1832 von Justus von Liebig und Friedrich Wöhler hergestellt. Bei der Umsetzung von Benzoylchlorid mit Kaliumiodid haben die beiden Wissenschaftler eine kristalline Verbindung erhalten, die sie für Benzoyliodid hielten. Dass es sich um solches handelte wird allerdings auch angezweifelt. 1857 wurde Acetyliodid durch Umsetzung von Acetanhydrid mit Iod und rotem Phosphor hergestellt. Aus dem gleichen Jahr stammt die Beschreibung der Herstellung von Acetyliodid und Benzoyliodid aus Acetylchlorid beziehungsweise Benzoylchlorid durch Umsetzung mit gasförmigem Iodwasserstoff.

## Herstellung
Viele Carbonsäureiodide können hergestellt werden, indem die entsprechenden Carbonsäurechloride mit Natriumiodid in Acetonitril umgesetzt werden. Die Umsetzung gelingt bei niedrigen Temperaturen zwischen 0 °C und 25 °C. Die jeweiligen Produkte können mit Pentan oder Isopentan extrahiert werden. Durch Umsetzung mit Diiodsilan können Carbonsäureiodide direkt aus Carbonsäuren sowie aus verschiedenen abgeleiteten Verbindungen wie Estern, Lactonen, Anhydriden und Säurechloriden hergestellt werden.

## Reaktionen
Bei der Reaktion von Carbonsäureiodiden mit Alkoholen können unter Abspaltung von Iodwasserstoff Ester gebildet werden oder es wird die Carbonsäure und ein Alkyliodid gebildet. Die Veresterung findet bei Alkoholen mit niedrigem pKS-Wert bevorzugt statt, beispielsweise Phenol oder Chlorethanol, während Alkohole mit höherem pKS-Wert wie Isopropanol und tert-Butanol eher Carbonsäuren bilden. Carbonsäureiodide eignen sich auch als Reagenzien zur Etherspaltung, wobei Alkyliodide und Ester entstehen. Epoxide werden schon bei sehr niedrigen Temperaturen geöffnet während andere cyclische Ether nur unter Erhitzung reagieren.
Bei der Umsetzung von Carbonsäureiodiden mit tertiären Aminen werden Amide erhalten, wobei ein Rest des Amins als Organyliodid abgespalten wird. Sie können auch Aminogruppen von Stickstoffheterocyclen wie Piperidin oder Morpholin acylieren. Sie reagieren außerdem mit Pyridin und Chinolin. Werden diese mit Acetyliodid umgesetzt, entsteht unter Freisetzung von Keten das jeweilige Hydroiodid, lediglich Pyridin wird bei Umsetzung bei sehr niedrigen Temperaturen (unter −5 °C) acetyliert. Mit Benzoyliodid werden beide Verbindungen auch bei höheren Temperaturen acyliert.
Carbonsäureiodide treten als Intermediate beim iodid-katalysierten Austausch von Aminogruppen an tertiären Amiden auf. So kann die Aminogruppe eines Dialkylamids gegen ein zugesetztes sekundäres Amin getauscht werden, indem die beiden Verbindungen mit Trifluoressigsäure und einer katalytischen Menge Kaliumiodid in Toluol umgesetzt werden.